# Via Borra
Via Borra è una strada di Livorno.

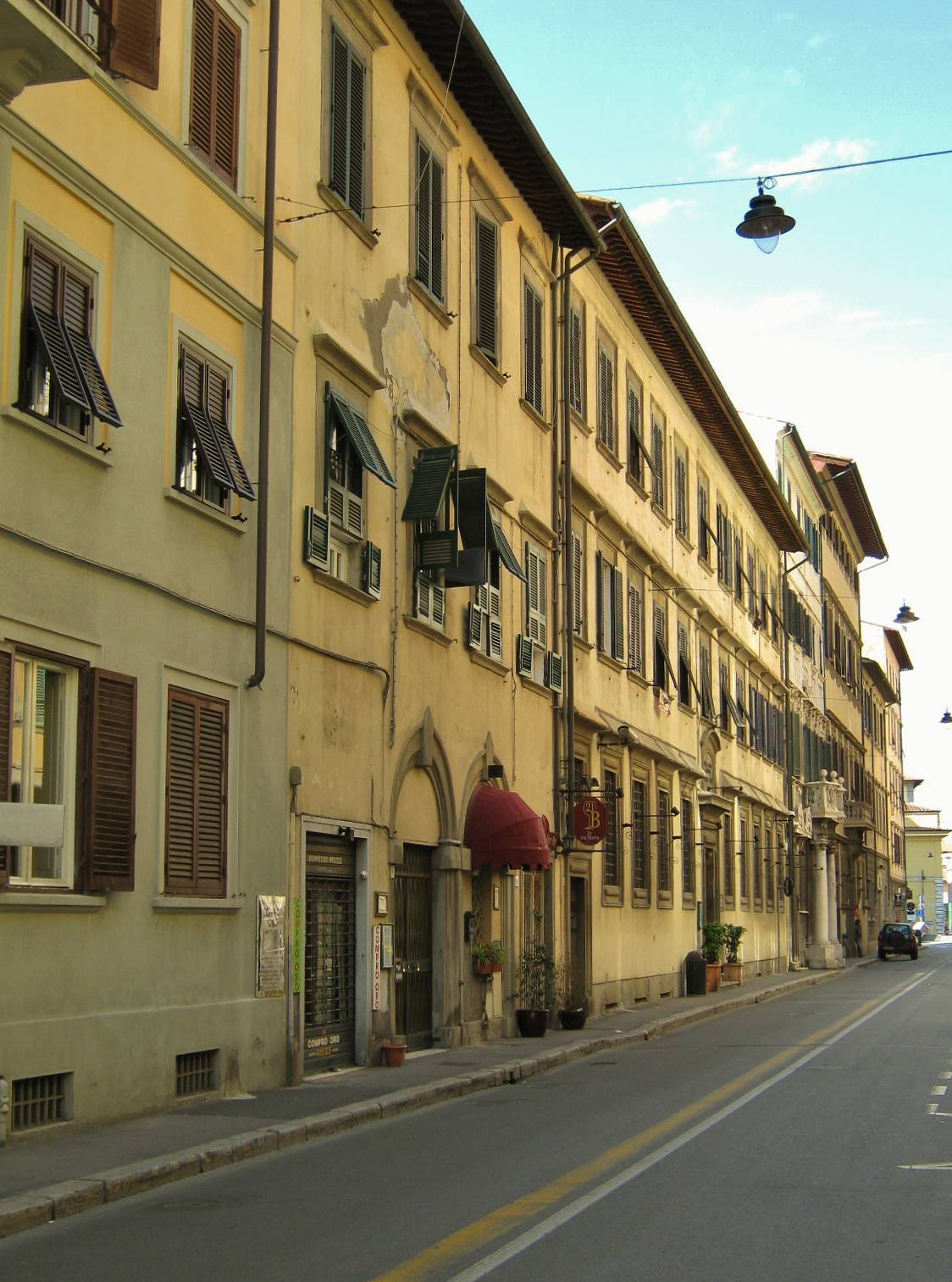
Via Borra

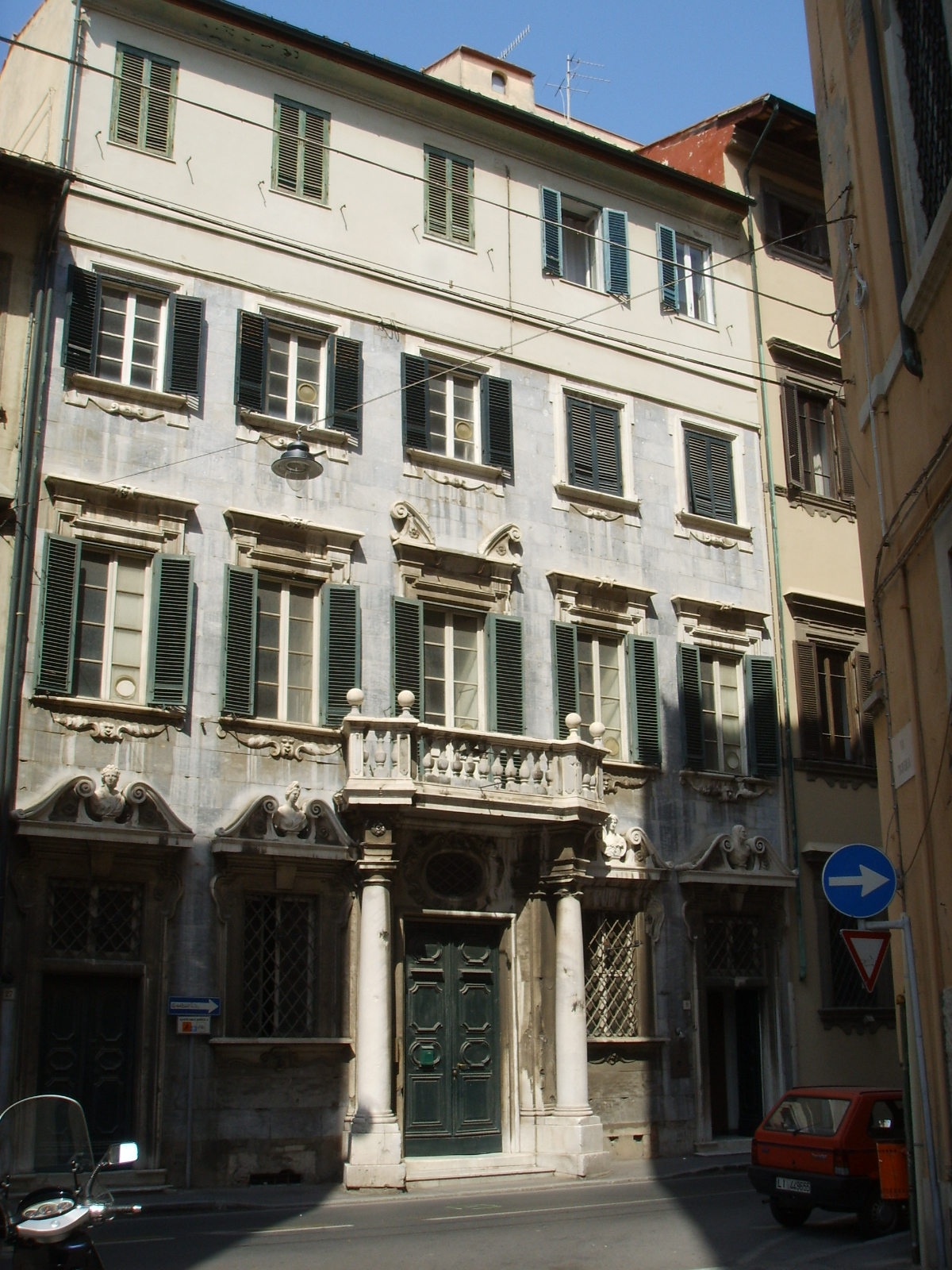
Palazzo delle Colonne di marmo

Realizzata all'inizio del Settecento, si impose in breve come la principale strada del quartiere Venezia Nuova e come una delle più prestigiose e rappresentative dell'intera città.

## Storia
Tra la fine del XVII e l'inizio del XVIII secolo il governatore Marco Alessandro del Borro decretò la costruzione del Forte San Pietro e la riduzione della Fortezza Nuova ad un unico baluardo.
I terreni ottenuti dall'abbattimento di parte della fortezza buontalentiana furono interessati da un ambizioso piano di urbanizzazione che portò alla realizzazione del cosiddetto "secondo accrescimento" della Venezia Nuova.
Il nuovo accrescimento si presentava come un'isola circondata dagli antichi fossati della città fortificata. Erano previsti due assi di collegamento principali, che convergevano in una piazzetta ove sorgeva la prima Porta San Marco (scomparsa): uno orientato in direzione nord-sud, sul proseguimento di via della Madonna, e uno disposto trasversalmente allo stesso nucleo urbano.
Il primo fu denominato inizialmente via Del Corso (attuale via della Madonna), mentre il secondo, in onore e ricordo del governatore del Borro, prese il nome di via Borra, dopo essere stato denominato anche via del Borro e via dell'Isolotto Primo.
Via Borra fu oggetto di un'intensa attività edilizia. Numerosi mercanti stranieri acquistarono lotti lungo la strada, edificandovi le proprie residenze, i consolati delle varie nazioni e le sedi delle principali compagnie di navigazione, mentre per volontà della Comunità di Livorno un ampio appezzamento fu destinato ad ospitare la sede del Monte di Pietà.
Con la demolizione della Porta San Marco, avvenuta all'inizio dell'Ottocento, la strada fu estesa fino a congiungersi con la via San Marco, poco oltre la chiesa di Santa Caterina (1720).
Dopo l'unità d'Italia, decaduto il ruolo mercantile di Livorno a causa dell'abolizione porto franco, la strada e l'intero quartiere andarono incontro ad un inesorabile declino.
I bombardamenti della seconda guerra mondiale, che causarono danni ingenti alla città, risparmiarono gran parte delle architetture poste lungo la via Borra.

## Luoghi d'interesse
Gli edifici che fronteggiano la strada costituiscono un importante esempio di architettura civile tardobarocca nell'ambito del Granducato di Toscana.
Il primo nucleo, verso ovest, è costituito dal Palazzo del Monte di Pietà, costruito su progettato di Giuliano Ciaccheri.
Segue il Palazzo delle Colonne di marmo, al civico 29, la cui elegante facciata con fregi e sculture in marmo è stata attribuita alla mano di Giovan Battista Foggini.
Adiacente al precedente è il Palazzo Huigens, caratterizzato da un cortile schermato da serliane impostate su colonne d'ordine tuscanico.
La strada si chiude, ad est, presso la piazza della chiesa di Santa Caterina, sulla quale domina un'imponente cupola ottagonale di oltre sessanta metri d'altezza. Sulla piazza insisteva la prima Porta San Marco delle mura di Livorno.
Da segnalare anche la presenza del "Ponte di marmo", così chiamato per le spallette rivestite in marmo, dove sono visibili incisioni, con scritte e disegni, realizzate in memoria di persone defunte.